# Stef Broenink
Stef Broenink (Apeldoorn, 19 de setembro de 1990) é um remador neerlandês, medalhista olímpico.

## Carreira
Broenink conquistou a medalha de prata nos Jogos Olímpicos de Verão de 2020 em Tóquio na prova de skiff duplo masculino, ao lado de Melvin Twellaar, com o tempo de 6:00.53.